# Ranunculus bulbosus
Renoncule bulbeuse
Espèce
Ranunculus bulbosus, la renoncule bulbeuse, est une espèce de plantes herbacées vivaces de la famille des Renonculacées.
La renoncule bulbeuse est connue pour former des touffes vertes.

## Description

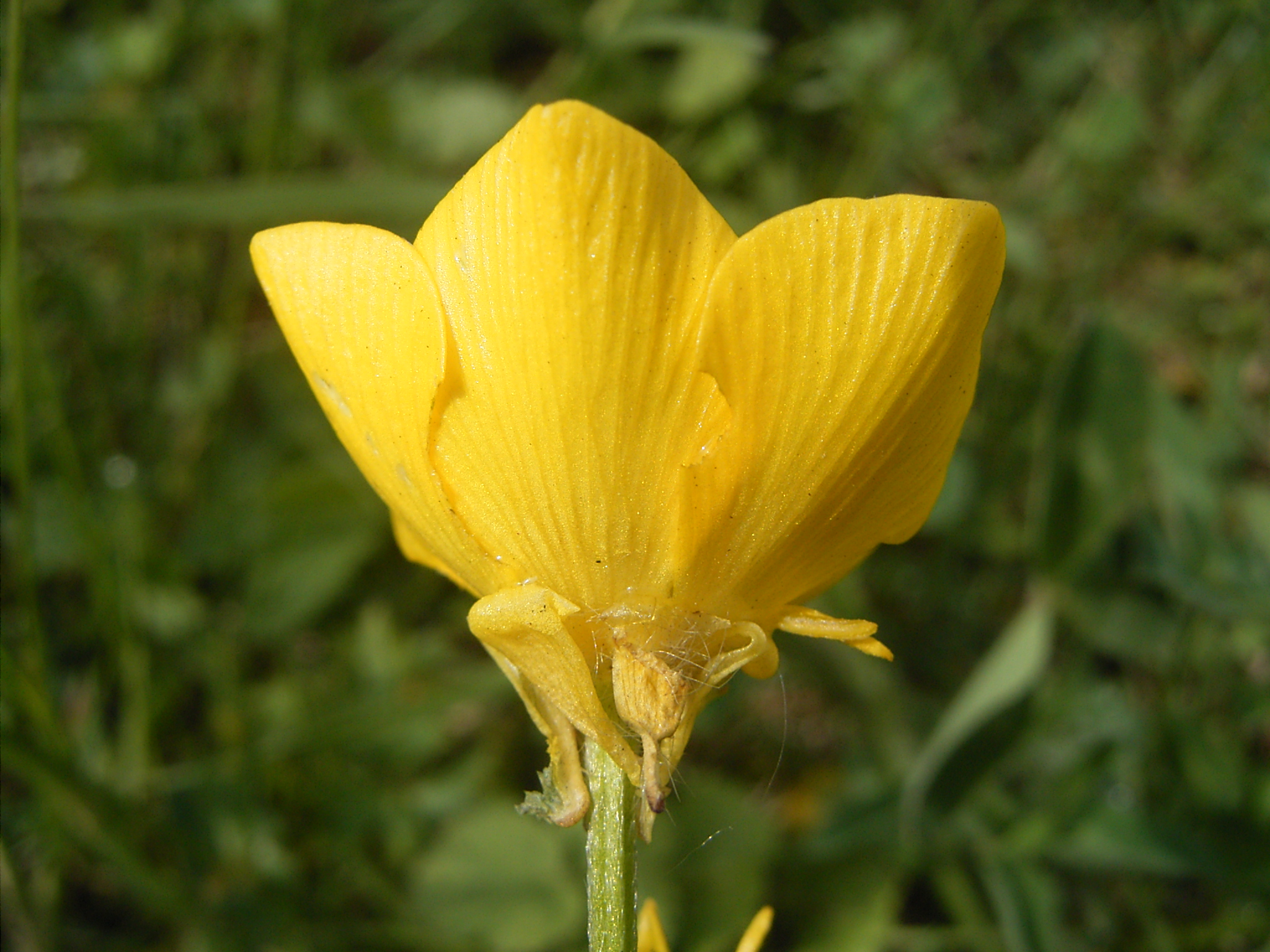
Fleur (pétales et sépales).

Les tiges dressées et ramifiées mesurent de 20 à 60 cm de hauteur.
Une de ses particularités : des sépales velus, réfléchis vers le pédoncule floral.
Ses feuilles sessiles sont alternées.
Les fleurs jaune brillant à 5-7 pétales de 1,5 à 3 cm de large apparaissent au sommet des tiges. La plante fleurit d'avril à juillet.
La renoncule bulbeuse tire son nom de son caractère distinctif : une tige souterraine (ou rhizome) gonflée comme un bulbe est située juste en dessous de la surface du sol. Après la fanaison de la plante à la chaleur de l'été, le rhizome survit sous terre pendant l'hiver.

## Distribution
La renoncule bulbeuse pousse dans les pelouses, les pâturages et les champs en général, préférant les sols pauvres en éléments nutritifs et bien drainés d'Europe occidentale (entre 60° N et la côte méditerranéenne).

## Composition chimique
Cette plante, comme les autres renoncules, contient de la renonculine, un glycoside toxique évité par le bétail à l'état frais, mais quand la plante sèche la toxine disparaît, de sorte que le foin contenant la plante est sans danger pour la consommation animale.

## Liste des sous-espèces
Selon NCBI (8 décembre 2024) :
- Ranunculus bulbosus subsp. aleae
- Ranunculus bulbosus subsp. bulbosus